# Roxette
Roxette är en svensk popduo som bildades 1986 av Per Gessle och Marie Fredriksson. I dag består gruppen av Per Gessle och Lena Philipsson. Roxettes skivor har sålts i drygt 100 miljoner exemplar världen över och de har haft fyra singelettor på Billboardlistan i USA: "The Look", "Listen to Your Heart", "It Must Have Been Love" och "Joyride".
Roxette hade störst framgång under tiden 1989–1992 då de bland annat gjorde en världsturné kallad "Join the Joyride World Tour". De genomförde även en världsturné 1994–1995 vid namn "Crash! Boom! Bang! World Tour". Efter det slutade duon uppträda live under några år, men 2001 åkte de på en 26 spelningar lång Europaturné kallad "Room Service Tour".
År 2002 drabbades sångerskan Marie Fredriksson av en hjärntumör och Roxette tvingades därför till en ofrivillig paus i flera år. År 2009 återförenades rockduon på scen då Roxette deltog i Night of the Proms. Åren 2014–2016 firade bandet sitt 30-årsjubileum med världsturnén "XXX - the 30th anniversary tour", innan Marie Fredriksson av läkare avråddes från att turnera. Hon avled tre år senare, 2019, efter en längre tids sjukdom i sviterna av hjärntumören. I december 2020 dog även gruppens trummis Pelle Alsing.

## Historik
Första gången Per Gessle och Marie Fredriksson sjöng tillsammans på skiva var med Gyllene Tider. På låten "Ingenting av vad du behöver" som var en julsingel till tidningen Schlager 1981, hördes deras röster tillsammans. Fredriksson sjöng på några demoinspelninar med Gessle, bl a till "Segla på ett moln" 1982, och medverkade på fyra låtar på Gessles första soloalbum, samt tre låtar på Gyllene Tiders album The Heartland Cafe. Fredriksson sjöng även duett i låten Inte tillsammans, inte isär på Gessles andra soloalbum Scener. De uppträdde också tillsammans akustiskt med Lasse Lindbom på ANC-galan. Fredriksson var 1985 en framgångsrik soloartist, och Gessles popularitet hade mattats av efter att Gyllene Tider lades ned. Men båda hade en önskan att försöka nå ut med sin musik internationellt.

### Pearls of Passion (1986-1987)
År 1986 bildade Gessle och Fredriksson duon Roxette. Gessle lånade namnet från en låt av Dr. Feelgood från deras debutalbum från 1975. Gyllene Tider hade tidigare använt namnet Roxette på minialbumet Heartland som släpptes i USA på Capitol 1984.
I juli 1986 kom duons första singel "Neverending Love" som blev en stor hit i radioprogrammet Sommartoppen. Skivbolaget ville däremot inte riskera att Fredrikssons framgångsrika solokarriär skulle skadas ifall singeln skulle floppa, så medlemmarna fanns inte med på skivomslaget. Efter succén fortsatte arbetet några veckor i EMI studion i Stockholm, och i slutet av oktober 1986 släpptes deras debutalbum Pearls of Passion. Albumet spelades in tillsammans med producenten och keyboardisten Clarence Öfweman, gitarristen Jonas Isacsson, trummisen Pelle Alsing samt basisten Tommy Cassemar. Men någon internationell uppmärksamhet fick Roxette inte med debuten. Sommaren 1987 åkte bandet ut på sin första turné i Sverige kallad Rock runt riket.
Den 23 november 1987 släpptes julsingeln "It Must Have Been Love (Christmas for the Broken Hearted)" som hamnade på plats 4 på Sverigetopplistan.

### Look Sharp! (1988-1990)
I mars 1988 startade inspelningen av Roxettes andra studioalbum i EMI studios i Stockholm, och  bandet spelade även in tre låtar i Trident studios i London. Basisten och ljudteknikern Anders Herrlin hade nu anslutit till bandet. Den 28 juni 1988 släpptes singeln "Dressed For Success" som hamnade tvåa på Sverigetopplistan, som efterföljdes den 15 september då singeln "Listen To Your Heart" släpptes. "Listen To Your Heart" hamnade trea på Sverigetopplistan, och musikvideon hade spelats in i Borgholm slottsruin.
Den 19 oktober 1988 släpptes albumet Look Sharp! som blev en stor framgång i Sverige, och hamnade etta på Sverigetopplistan, och vann Rockbjörnen för årets svenska album. Den 11 november 1988 startade turnén i Nobelhallen i Karlskoga, och på Gessles födelsedag, den 12 januari 1989 släpptes "The Look" som singel, men albumet Look Sharp! gjorde inget avtryck internationellt. Men när den hemvändande utbytesstudenten Dean Cushman tog med sig Look Sharp!-albumet till radiostationen KDWB i Minnesota och bad dem att spela den startade en kedja av händelser som skulle ge Roxette ett osannolikt snabbt internationellt genombrott. Sedan KDWB spelat albumets första låt - "The Look" - blev låten omedelbart en favorit bland lyssnarna. Därefter spred den sig till ett flertal andra radiostationer i USA och snart låg Roxette högt på radiolistorna. En pikant detalj i sammanhanget är att låten skickades mellan radiostationerna via rullbandskopior eftersom Roxette höll på att slå igenom utan att ha någon skiva ute i USA – deras amerikanska skivbolag EMI hade nämligen tackat nej till att ge ut Look Sharp!. Men när det stod klart att Roxette hade en storhit på gång gavs både singeln "The Look" och albumet Look Sharp! ut i expressfart och den 8 april 1989 toppade Roxette Billboards Hot 100-lista med "The Look" - första gången en svensk grupp hade gjort det sedan Abba med "Dancing Queen" 1977.
19 februari 1989 stod Roxette på scenen och invigde Globen.
Framgångarna följde nu på varandra. "Listen To Your Heart" blev Roxettes andra etta på Billboard Hot 100 den 25 oktober 1989, och efterföljande singeln "Dangerous" nådde plats två på Billboard Hot 100 i februari 1990.
Under turnén sommaren 1989 hade Roxette fått ett erbjudande om att vara med på soundtracket till den kommande filmen Pretty Woman, men eftersom medlemmarna var upptagna, så uppdaterades den tidigare julsingeln "It Must Have Been Love" med ny text. Med Richard Gere och Julia Roberts i huvudrollerna blev filmen en stor succé, när den hade premiär i mars 1990, och "It Must Have Been Love" blev Roxettes tredje etta på Billboard Hot 100 i juni 1990.

### Joyride (1991-1992)
Roxettes tredje studioalbum Joyride släpptes den 28 mars 1991, och fick Rockbjörnen för årets svenska album. Den första singeln "Joyride" blev Roxettes fjärde etta på Billboard Hot 100 i maj 1991. Albumet toppade listorna i sju europeiska länder och certifierades multi-platina i flera territorier, och har sålts i över 11 miljoner  exemplar.  Den efterföljande singeln "Fading Like A Flower (Every Time You Leave)" nådde plats två på Billboard Hot 100 i augusti 1991, och blev deras sista stora hitsingel i USA. Det amerikanska EMI hade köpts upp av SBK som sparkade över 100 medarbetare och där försvann även de som arbetade med Roxettes framgång i USA.
Roxette samarbetade med skivbolaget EMI Svenska AB och har under åren fått många svenska och internationella utmärkelser. Fram till 2006 hade de sålt 50 miljoner album, och över 20 miljoner singlar. De har också varit på tre världsturnéer.
På toppen av sin popularitet gav sig Roxette ut på den årslånga världsturnén Join The Joyride World Tour 1991–1992, som bland annat befäste deras långlivade popularitet i Sydamerika. Med 100 konserter nådde man fyra kontinenter och 1,7 miljoner människor. 

### Tourism och Crash! Boom! Bang! (1992-1995)
I augusti 1992 gav Roxette ut Tourism, ett album med några låtar inspelade på hotellrum, och i lokala studios över hela världen, varvat med liveversioner inspelade under världsturnén. Singeln ”How do you do” blev en hit i Europa men Roxettes amerikanska skivbolag var inte intresserade av att marknadsföra albumet. Tourism blev dock bland annat etta i Tyskland och tvåa i England. 9 januari 1993 spelade Roxette in MTV Unplugged på Cirkus. Roxette blev det första bandet från ett icke engelskspråkigt land som förärades med en egen MTV Unplugged-show. Roxette startade även ett samarbete med regissören Jonas Åkerlund som skulle bli långvarigt och han regisserade först musikvideon till Fingertips '93.
I maj 1993 släpptes singeln Almost Unreal som var med på soundtracket till filmen Super Mario Bros. Med en sjunde plats på UK Singles Chart blev Almost Unreal en av Roxettes största listframgångar i England.
Inför släppet av studioalbumet Crash! Boom! Bang våren 1994, ville skivbolaget i USA inte ge ut skivan. I stället släpptes en förkortad version av albumet kallad "Favorites from Crash! Boom! Bang!" via McDonald's butiker. Skivaffärerna gjorde uppror som innebar prispress, och relationen med det amerikanska skivbolaget bröts, och albumet blev det sista som gruppen gav ut i USA på 17 år.
Roxette följde upp med ytterligare en världsturné, Crash! Boom! Bang! World Tour 1994–1995. Den 14 januari 1995 spelade Roxette inför 52 000 i Johannesburg, och  blev som andra västerländska popgrupp efter Wham!, som hade konsert i det då kulturellt isolerade Kina. 19 februari 1995 spelade Roxette på Capital Stadium i Peking.
1995 släpptes samlingsalbumet Don't Bore Us Get to the Chorus, där singeln You Don't Understand Me skrevs tillsammans med Desmond Child. Medlemmarna tog därefter en längre paus från varandra. Både Fredriksson och Gessle fick barn, och fortsatte med andra musikaliska sammanhang. I januari 1998 startade inspelningen av ett nytt Roxette-album.

### Have A Nice Day och Room Service (1999-2001)

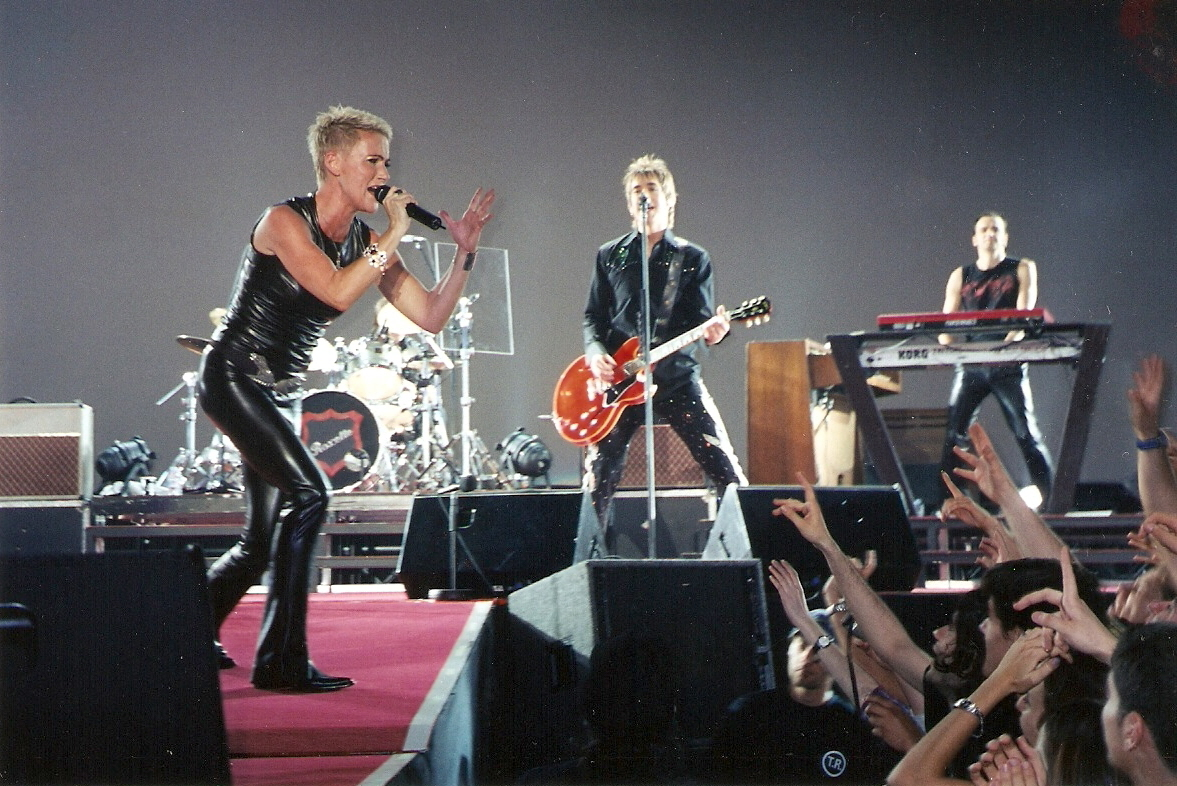
Roxette-konsert i Spanien, 2001

Have A Nice Day släpptes i februari 1999, och hade spelats in i Stockholm och i Marbella. Albumet hade ett mer elektroniskt och uppdaterat sound och Herrlin hade bytts ut av Christoffer Lundquist, och Alsing ersattes av trummisen Christer Jansson. Singeln Wish I Could Fly blev en stor hit i Europa, och Anton Corbijn regisserade Roxettes musikvideos till Stars och Salvation. Däremot valde Roxette att inte turnera på Have A Nice Day. Istället startade inspelningen av ett nytt album, singeln The Centre of the Heart som släpptes i mars 2001, blev duons tredje etta på Sverigetopplistan. I april 2001 släpptes albumet Room Service som efterföljdes av en Europaturné. Turnén avslutades 17 november 2001 inför 11 500 personer i Scandinavium.

### Samlingsalbum och Återförening (2002-2019)
I november 2002 släpptes samlingsalbumet The Ballad Hits med två nyinspelade låtar, A Thing About You och Breathe. I mars 2003 släpptes uppföljaren The Pop Hits med den nyinspelade singeln Opportunity Nox, och Roxette skulle ha medverkat på en turné med Night of the Proms, hösten 2002. Men i september samma år diagnosticerades Marie Fredriksson med hjärntumör, en sjukdom som hon dock lyckades besegra under många års kamp. Roxette var under hennes sjukdomstid inaktivt, men Fredriksson och Gessle återförenades igen för att spela in två nya låtar, One Wish och Reveal, till samlingsboxen The RoxBox i samband att Roxette 2006 firade sitt 20-årsjubileum samt albumet A Collection of Roxette Hits – Their 20 Greatest Songs!.
I maj 2009 skrev Gessle på sin hemsida att Fredriksson skulle uppträda tillsammans med honom på en konsert i Nederländerna och det blev även känt att Roxette skulle återförenas igen och spela tillsammans under hösten 2009 som huvudattraktion under den 42 konserter långa paketturnén "Night of the Proms". Turnén lockade en publik på 600 000 personer i Holland, Belgien och Tyskland och bekräftade att Fredriksson var tillräckligt återställd för att Roxette skulle kunna börjar fundera på en comeback i större skala.. Dessutom släpptes gruppens samtliga skivor i nya remastrade versioner med flera extraspår 2009.
Den 18 juni 2010 spelade Roxette "The Look" på festföreställningen för kronprinsessan Victoria och hennes fästman Daniel Westling, vilket var deras första riktiga framträdande i Sverige sedan 2001. På sensommaren samma år gjordes sex festivalspelningar i Sverige, Norge, Danmark och Ryssland för att se om Roxette åter var redo för de stora scenerna. Spelningarna gick såpass bra att Roxette ansåg sig vara redo för en mer omfattande comeback på världsarenan. Roxettes comeback skedde 7 augusti på Norrporten Arena (nuvarande NP3 Arena) i Sundsvall. Den 14 augusti 2010 skulle Roxette spelat på Anderstorps motorbana i Småland. Spelningen blev flyttad till Brottet i Halmstad, men på grund av stor åtgång av biljetter blev konserten ännu en gång flyttad till Marknadsplatsen i Halmstad.
Från februari 2011 till september 2012 åkte de ut på en turné som ursprungligen bara skulle ha varat i några månader, men som på grund av det oväntat stora publiktrycket byggdes på och till slut döptes till The Neverending Tour. När finalen nåddes i Mexico City hade Roxette spelat för mer än 1,5 miljoner människor i 46 länder. Samtidigt hade de gett ut två nya album: Charm School 2011 och Travelling 2012.  Roxettes historia och oväntade återkomst dokumenterades 2013 i biografin Roxette – den osannolika resan tur och retur av författaren Sven Lindström, som 2007 även kom ut med biografin Att vara Per Gessle. Comebackturnén dokumenterades i filmen Roxette Live: Travelling The World, som gavs ut vintern 2013.
Mellan 2014-2016 firade bandet sitt 30-årsjubileum med en lång världsturné med utsålda arenor runt om i världen som kallades "XXX - the 30th anniversary tour", från 28 oktober 2014 i Vladivostok, till den avslutande konserten 8 februari 2016 i Kapstaden.
Den 18 april 2016 meddelades att bandet slutade att turnera och ställde in samtliga planerade spelningar. Detta efter att Marie Fredriksson avråtts från fortsatt turnerande av sin läkare. 3 juni 2016 släpptes albumet Good Karma som blev det sista med Fredriksson.
2018 åkte Per Gessle på Europaturné utan Fredriksson under namnet "Per Gessles Roxette".
Den 9 december 2019 dog Marie Fredriksson i sviterna av en hjärntumör. Hon blev 61 år gammal..

### PG Roxette (2022)
Den 28 oktober 2022 släppte Per Gessle skivan Pop-Up Dynamo! under namnet PG Roxette. Skivan gjordes tillsammans med sångerskorna Helena Josefsson och Dea Norberg, samt låten "My Chosen One" med sångerskan Lotta "Léon" Lindgren.

### Musikalen Joyride
Efter en längre utvecklingsprocess hade musikalen Joyride The Musical världspremiär på Malmö Opera 6 september 2024. Musikalen är baserad på Roxettes musik med handlingen hämtad från brittiska Jane Fallons relationsintrig-roman "Rätt åt dig!" ("Got You Back").

### Ny Roxette-turné 2025
Under 2024 fick Gessle idén att – i samband med vad som skulle vara duons 40-årsjubileum – föra arvet vidare efter Roxette med Lena Philipsson, och att inleda en ny interkontinental turné i början av 2025 . Turnén hade premiär i Kapstaden den 26 februari 2025. Även gitarristen Jonas Isacsson, som inte hade varit med på turné sedan 2001, var tillbaka i bandet.

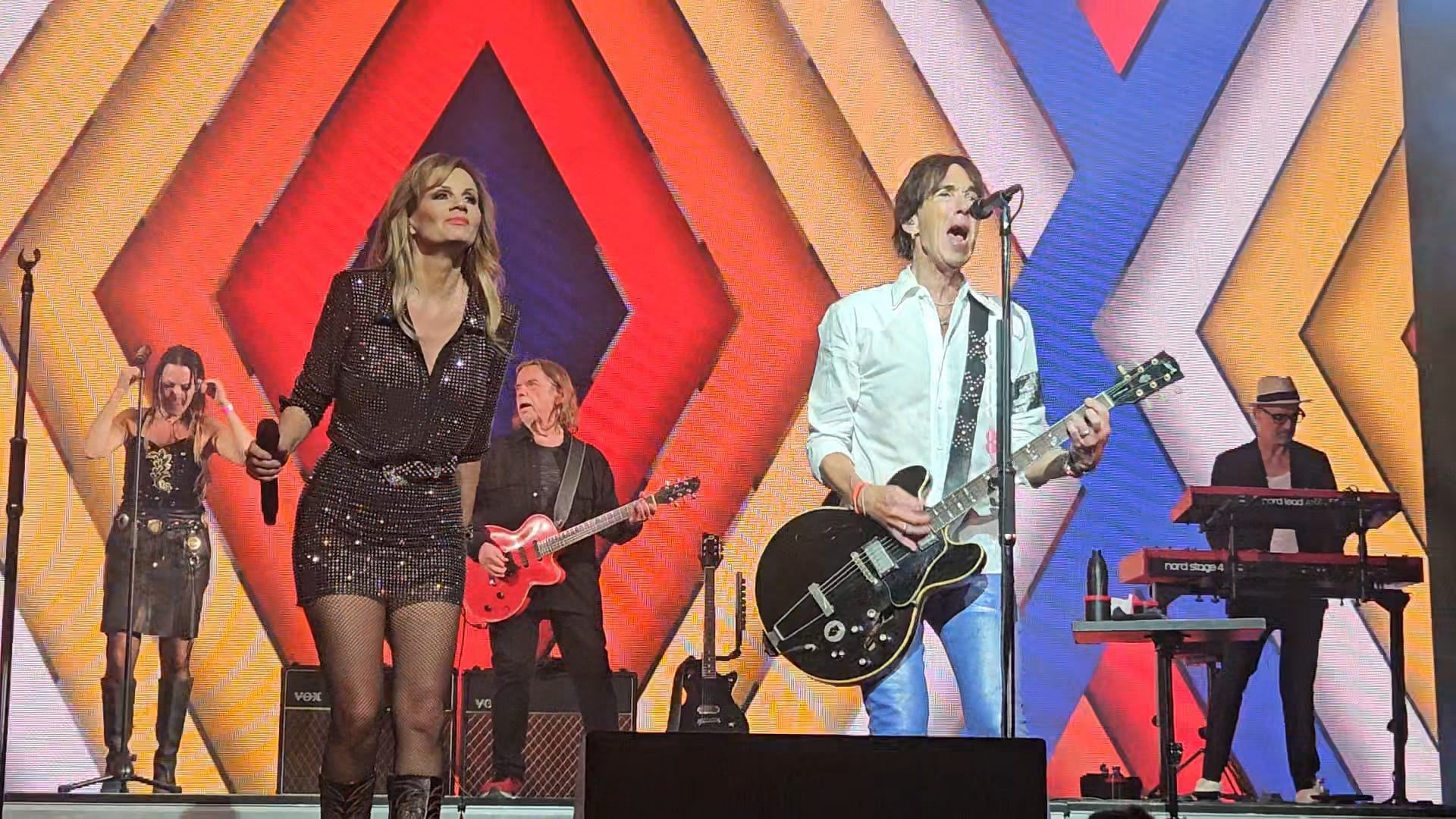
Roxette med Lena Philipson på Rock Zottegem, Belgien, 2025

## Priser och utmärkelser
- 1988 – Grammis för Look Sharp! i kategorin "Årets kompositör" (Gessle)
- 1988 – Rockbjörnen som "Årets svenska grupp"
- 1988 – Rockbjörnen för Look Sharp! i kategorin "Årets svenska album"
- 1989 – Rockbjörnen som "Årets svenska grupp"
- 1991 – Grammis för Joyride i kategorin "Årets popgrupp"
- 1991 – Rockbjörnen som "Årets svenska grupp"
- 1991 – Rockbjörnen för Joyride i kategorin "Årets svenska album"
- 1992 – Rockbjörnen som "Årets svenska grupp"
- 2001 – Musikexportpriset
- 2014 – Invalda i Swedish Music Hall of Fame
- 2020 – Grammis "Årets hederspris"

## Diskografi

### Album
- 1986 – Pearls of Passion
- 1987 – Dance Passion
- 1988 – Look Sharp!
- 1991 – Joyride
- 1992 – Tourism
- 1994 – Crash! Boom! Bang!
- 1996 – Baladas En Español
- 1999 – Have a Nice Day
- 2001 – Room Service
- 2011 – Charm School
- 2012 – Travelling
- 2013 – Live: Travelling The World
- 2016 – Good Karma
- 2022 – Pop-Up Dynamo! (PG Roxette)

### Samlingsalbum
- 1995 – Rarities
- 1995 – Don't Bore Us, Get to the Chorus! Roxette's Greatest Hits
- 2002 – The Ballad Hits
- 2003 – The Pop Hits
- 2006 – A Collection of Roxette Hits – Their 20 Greatest Songs!
- 2006 – The Rox Box / Roxette 86-06
- 2014 – The Biggest Hits XXX
- 2015 – The Roxbox!: A Collection of Roxette's Greatest Songs

### Singlar
| År   | Namn                                                        | Listplaceringar | Listplaceringar | Listplaceringar | Listplaceringar | Listplaceringar | Listplaceringar | Listplaceringar | Listplaceringar | Listplaceringar | Listplaceringar | Album                                                  |
| År   | Namn                                                        | Storbritannien  | USA             | Hot AC          | Australien      | Tyskland        | Österrike       | Schweiz         | Sverige         | Norge           | Irland          | Album                                                  |
| ---- | ----------------------------------------------------------- | --------------- | --------------- | --------------- | --------------- | --------------- | --------------- | --------------- | --------------- | --------------- | --------------- | ------------------------------------------------------ |
| 1986 | "Neverending Love"                                          | —               | —               | —               | —               | —               | —               | —               | 3               | —               | —               | Pearls of Passion                                      |
| 1986 | "Goodbye to You"                                            | —               | —               | —               | —               | —               | —               | —               | 9               | —               | —               | Pearls of Passion                                      |
| 1987 | "Soul Deep"                                                 | —               | —               | —               | —               | —               | —               | —               | 18              | —               | —               | Pearls of Passion                                      |
| 1987 | "I Want You" (med Ratata och Eva Dahlgren)                  | ?               | ?               | ?               | ?               | ?               | ?               | ?               | ?               | ?               | ?               |                                                        |
| 1987 | "It Must Have Been Love (Christmas for the Broken Hearted)" | ?               | ?               | ?               | ?               | ?               | ?               | ?               | ?               | ?               | ?               |                                                        |
| 1988 | "Dressed for Success"                                       | ?               | ?               | ?               | ?               | ?               | ?               | ?               | ?               | ?               | ?               | Look Sharp!                                            |
| 1988 | "I Call Your Name"                                          | —               | —               | —               | —               | —               | —               | —               | —               | —               | —               | Pearls of Passion                                      |
| 1988 | "Chances"                                                   | —               | —               | —               | —               | —               | —               | —               | —               | —               | —               | Look Sharp!                                            |
| 1989 | "Listen to Your Heart"                                      | 6               | 1               | 2               | 10              | 7               | 2               | 8               | 3               | —               | 5               | Look Sharp!                                            |
| 1989 | "The Look"                                                  | 7               | 1               | —               | 1               | 1               | 2               | 1               | 6               | 1               | 10              | Look Sharp!                                            |
| 1989 | "Dangerous"                                                 | 6               | 2               | 21              | 9               | 8               | 8               | 10              | 9               | —               | —               | Look Sharp!                                            |
| 1989 | "Dressed for Success"                                       | 18              | 14              | —               | 3               | 16              | 6               | 4               | 2               | —               | 14              | Look Sharp!                                            |
| 1990 | "Listen to Your Heart/Dangerous"                            | ?               | ?               | ?               | ?               | ?               | ?               | ?               | ?               | ?               | ?               | Look Sharp!                                            |
| 1990 | "It Must Have Been Love"                                    | 3               | 1               | 2               | 1               | 4               | 3               | 1               | 4               | 1               | 5               | Pretty Woman                                           |
| 1991 | "Joyride"                                                   | 4               | 1               | 21              | 1               | 1               | 1               | 1               | 1               | 1               | 9               | Joyride                                                |
| 1991 | "Fading Like a Flower (Every Time You Leave)"               | 12              | 2               | 5               | 7               | 5               | 6               | 3               | 5               | 4               | 4               | Joyride                                                |
| 1991 | "The Big L"                                                 | 21              | —               | —               | 20              | 13              | 11              | 13              | 10              | —               | 9               | Joyride                                                |
| 1991 | "Spending My Time"                                          | 22              | 32              | 20              | 16              | 9               | 16              | 15              | 11              | —               | 23              | Joyride                                                |
| 1992 | "Church of Your Heart"                                      | 21              | 36              | 24              | 56              | 28              | 24              | —               | 21              | —               | 24              | Joyride                                                |
| 1992 | "How Do You Do!"                                            | 13              | 58              | —               | 13              | 2               | 2               | 2               | 2               | 1               | 15              | Tourism                                                |
| 1992 | "Queen of Rain"                                             | 28              | —               | —               | 77              | 19              | —               | 27              | 12              | —               | —               | Tourism                                                |
| 1993 | "Fingertips '93"                                            | —               | —               | —               | —               | 45              | —               | —               | 39              | —               | —               | Tourism                                                |
| 1993 | "Almost Unreal"                                             | 7               | 94              | —               | 17              | 20              | 20              | 15              | 8               | 6               | 5               | Super Mario Bros.                                      |
| 1993 | "It Must Have Been Love" (nyutgåva)                         | ?               | ?               | ?               | ?               | ?               | ?               | ?               | ?               | ?               | ?               |                                                        |
| 1994 | "Sleeping in My Car"                                        | 14              | 50              | —               | 18              | 11              | 6               | 7               | 1               | 3               | 16              | Crash! Boom! Bang!                                     |
| 1994 | "Crash! Boom! Bang!"                                        | 26              | —               | —               | —               | 31              | 19              | —               | 17              | —               | —               | Crash! Boom! Bang!                                     |
| 1994 | "Fireworks"                                                 | 30              | —               | —               | —               | 51              | 18              | —               | 34              | —               | —               | Crash! Boom! Bang!                                     |
| 1994 | "Run to You"                                                | 27              | —               | —               | 49              | 51              | —               | 31              | —               | —               | —               | Crash! Boom! Bang!                                     |
| 1995 | "Vulnerable"                                                | 44              | —               | —               | —               | 71              | —               | —               | 12              | —               | —               | Crash! Boom! Bang!                                     |
| 1995 | "The Look ('95 remix)"                                      | 28              | —               | —               | —               | —               | —               | —               | —               | —               | —               | Don't Bore Us, Get to the Chorus!                      |
| 1995 | "You Don't Understand Me"                                   | 42              | —               | —               | —               | 44              | 25              | —               | 9               | —               | —               | Don't Bore Us, Get to the Chorus!                      |
| 1996 | "June Afternoon"                                            | 52              | —               | —               | —               | 57              | —               | 35              | 24              | —               | —               | Don't Bore Us, Get to the Chorus!                      |
| 1996 | "She Doesn't Live Here Anymore"                             | —               | —               | —               | —               | 86              | —               | —               | —               | —               | —               | Don't Bore Us, Get to the Chorus!                      |
| 1996 | "No sé si es amor"                                          | ?               | ?               | ?               | ?               | ?               | ?               | ?               | ?               | ?               | ?               |                                                        |
| 1999 | "Wish I Could Fly"                                          | 11              | —               | 56              | 27              | 26              | 11              | 12              | 4               | 13              | —               | Have A Nice Day                                        |
| 1999 | "Anyone"                                                    | —               | —               | —               | —               | 62              | —               | 30              | 35              | —               | —               | Have A Nice Day                                        |
| 1999 | "Stars"                                                     | 56              | —               | —               | —               | 23              | —               | 28              | 13              | 11              | —               | Have A Nice Day                                        |
| 1999 | "Salvation"                                                 | —               | —               | —               | —               | 80              | —               | —               | 46              | —               | —               | Have A Nice Day                                        |
| 2001 | "The Centre of the Heart (Is a Suburb to the Brain)"        | —               | —               | —               | —               | 31              | 30              | 28              | 1               | —               | —               | Room Service                                           |
| 2001 | "Real Sugar"                                                | —               | —               | —               | —               | 96              | —               | 72              | 23              | —               | —               | Room Service                                           |
| 2001 | "Milk and Toast and Honey"                                  | 89              | —               | —               | —               | 54              | —               | 29              | 21              | —               | —               | Room Service                                           |
| 2002 | "A Thing About You"                                         | 77              | —               | —               | —               | 37              | 39              | 35              | 14              | —               | —               | The Ballad Hits                                        |
| 2003 | "Opportunity Nox"                                           | —               | —               | —               | —               | 69              | —               | 87              | 11              | —               | —               | The Pop Hits                                           |
| 2006 | "The Rox Medley"                                            | —               | —               | —               | —               | —               | —               | —               | —               | 19              | —               | A Collection of Roxette Hits: Their 20 Greatest Songs! |
| 2006 | "One Wish"                                                  | —               | —               | —               | —               | 50              | 56              | 56              | 2               | —               | —               | A Collection of Roxette Hits: Their 20 Greatest Songs! |
| 2007 | "Reveal"                                                    | —               | —               | —               | —               | —               | —               | —               | 59              | —               | —               | A Collection of Roxette Hits: Their 20 Greatest Songs! |
| 2011 | "She's Got Nothing On (But the Radio)"                      | —               | —               | —               | —               | 10              | 9               | 21              | -               | —               | —               | Charm School                                           |
| 2011 | "Speak to Me"                                               | —               | —               | —               | —               | -               | -               | -               | -               | —               | —               | Charm School                                           |
| 2011 | "Way Out"                                                   | —               | —               | —               | —               | -               | -               | -               | -               | —               | —               | Charm School                                           |
| 2012 | "It's Possible"                                             | —               | —               | —               | —               | -               | -               | -               | -               | —               | —               | Travelling                                             |
| 2012 | "The Sweet Hello, The Sad Goodbye [Bassflow Remake]"        | —               | —               | —               | —               | -               | -               | -               | -               | —               | —               |                                                        |
| 2015 | "The Look [2015 Remake]"                                    | —               | —               | —               | —               | -               | -               | -               | -               | —               | —               |                                                        |
| 2016 | "It Just Happens"                                           | —               | —               | —               | —               | -               | -               | -               | -               | —               | —               | Good Karma                                             |
| 2016 | "Some Other Summer"                                         | —               | —               | —               | —               | -               | -               | -               | -               | —               | —               | Good Karma                                             |

## Videografi
- Roxette - Sweden Live! (1989, laserdisc och VHS i Japan, VHS i Sydafrika)
- Look Sharp Live! '88 (1989, VHS)
- The Videos (1991, LD och VHS)
- Live-Ism (1992, LD och VHS)
- Don't Bore Us, Get to the Chorus! – Roxette's Greatest Video Hits (1995, LD och VHS)
- Crash! Boom! Live! – The Johannesburg Concert (1996, LD och VHS i Japan, endast VHS i resten av världen)
- All Videos Ever Made & More (2001, DVD, PAL)
- Ballad & Pop Hits – The Complete Video Collection (2003, DVD)

## Turnéer
- 1987 – Rock runt riket 1987
- 1988 – Look Sharp '88!
- 1989 – Look Sharp Live!
- 1991–1992 – Join the Joyride World Tour
- 1992 – The Summer Joyride ’92!’ European Tour
- 1994–1995 – Crash! Boom! Bang! World Tour
- 2001 – Room Service Tour
- 2009 – Night of the Proms
- 2010 – Namnlös miniturné
- 2011 – 2011 World Tour
- 2014 - 2016 - XXX - the 30th anniversary world tour